# خصائص النبي محمد
خصائص النبي محمد، هي الخصائص والصفات التي يعتقد المسلمون بأنّ الله قد خَصّ بها النبي محمد عن غيره من الأنبياء والبشر والمخلوقات، وذلك لإظهار مكانته وعلوّ منزلته، وبيان شرف أمّته على غيرها من الأمم.

## خصائصه في الدنيا
وهي الخصائص التي يعتقد المسلمون بأنّ الله قد خصّ بها نبيّهم محمد في الدنيا، وهي:
1. أنّ الله أخذ الميثاق على جميع الأنبياء والمرسلين من آدم إلى عيسى أنّه إذا ظهر النبي محمد في عهده وبُعث أن يؤمن به ويتبعه، في القرآن: ﴿وَإِذْ أَخَذَ اللَّهُ مِيثَاقَ النَّبِيِّينَ لَمَا آتَيْتُكُمْ مِنْ كِتَابٍ وَحِكْمَةٍ ثُمَّ جَاءَكُمْ رَسُولٌ مُصَدِّقٌ لِمَا مَعَكُمْ لَتُؤْمِنُنَّ بِهِ وَلَتَنْصُرُنَّهُ قَالَ أَأَقْرَرْتُمْ وَأَخَذْتُمْ عَلَى ذَلِكُمْ إِصْرِي قَالُوا أَقْرَرْنَا قَالَ فَاشْهَدُوا وَأَنَا مَعَكُمْ مِنَ الشَّاهِدِينَ ۝٨١﴾ [آل عمران:81].
2. أنّ الله أخبره بأنه قد غفر له ما تقدّم من ذنبه وما تأخّر، في القرآن: ﴿إِنَّا فَتَحْنَا لَكَ فَتْحًا مُبِينًا ۝١ لِيَغْفِرَ لَكَ اللَّهُ مَا تَقَدَّمَ مِنْ ذَنْبِكَ وَمَا تَأَخَّرَ وَيُتِمَّ نِعْمَتَهُ عَلَيْكَ وَيَهْدِيَكَ صِرَاطًا مُسْتَقِيمًا ۝٢﴾ [الفتح:1–2].
3. أنّ الله قد أقسم بحياته، في القرآن: ﴿لَعَمْرُكَ إِنَّهُمْ لَفِي سَكْرَتِهِمْ يَعْمَهُونَ ۝٧٢﴾ [الحجر:72].
4. أنّ معجزته (وهي القرآن) باقية إلى يوم القيامة، بعكس معجزات باقي الأنبياء.[2]
5. أنّ الله أرسله إلى الجن والإنس جميعًا، بعكس الأنبياء السابقين، والذين كانوا يُرسلون إلى أقوامهم خاصة.[2]
6. أنّ الله لم يناديه باسمه قطّ توقيرًا له، بل كان يقول «يا أيها النبي» و«يا أيها الرسول».[2]
7. أنّه أُحلّت له الغنائم، وجُعلت له الأرض مسجدًا طاهرة، قال عن نفسه: «أُعطيتُ خمسًا لم يُعطَهنَّ أحدٌ منَ الأنبياءِ قَبلي: نُصِرتُ بالرُّعبِ مَسيرةَ شهرٍ، وجُعِلَتْ لي الأرضُ مسجدًا وطَهورًا، وأيُّما رجلٍ من أُمَّتي أدرَكَتْه الصلاةُ فلْيُصلِّ، وأُحِلَّتْ لي الغَنائمُ، وكان النبيُّ يُبعَثُ إلى قومِه خاصةً، وبُعِثتُ إلى الناسِ كافةً، وأُعطيتُ الشفاعةَ».[3]

## خصائصه في الآخرة
وهي الخصائص التي يعتقد المسلمون بأنّ الله سيخصّ بها نبيّهم محمد في الآخرة، وهي:
1. أنّه أوّل من تنشقّ عنه الأرض يوم القيامة، قال عن نفسه: «أَنا أوَّلُ من تنشقُّ عنهُ الأرضُ يومَ القيامةِ ولا فَخرَ».[4]
2. أنّه إمام الأنبياء وخطيبهم، قال عن نفسه: «إذا كانَ يومُ القيامةِ كنتُ إمامَ النَّبيِّينَ وخطيبَهم وصاحبَ شفاعتِهم غيرَ فَخْرٍ».[5]
3. أنّ كلّ الأنبياء يوم القيامة يكونون تحت لوائه، قال عن نفسه: «آدمُ فمَنْ دونَه تحتَ لوائي ولا فخرَ».[6]
4. أنّه أكثر الأنبياء تَبَعًا يوم القيامة، قال عن نفسه: «أنا أكثرُ الأنبياءِ تبَعًا يومَ القيامةِ».[7]
5. أنّه أوّل من يقرع باب الجنة، وأوّل من يدخلها، قال عن نفسه: «أنا أولُ مَنْ يَقرَعُ بابَ الجنةِ»،[7] وقال أيضًا: «آتي بابَ الجنةِ يومَ القيامةِ، فأستفتِحُ، فيقولُ الخازِنُ: مَنْ أنت؟ فأقولُ: محمدٌ، فيقولُ: بك أُمرتُ لا أفتحَ لأحدٍ قبلَك».[8]
6. أنّه سيّد الأولين والآخرين، قال عن نفسه: «أنَا سيدُ الناسِ يومَ القيامةِ».[9]
7. أنّه سيُعطى الشفاعة، قال عن نفسه: «وأُعطيتُ الشفاعةَ».[10]
8. أنّه سيُعطى ما يُسمّى «المقام المحمود»، في القرآن: ﴿وَمِنَ اللَّيْلِ فَتَهَجَّدْ بِهِ نَافِلَةً لَكَ عَسَى أَنْ يَبْعَثَكَ رَبُّكَ مَقَامًا مَحْمُودًا ۝٧٩﴾ [الإسراء:79]، وقد قال عن نفسه أنه في يوم القيامة: «فيَكْسوَني ربِّي حُلَّةً خضراءَ، ثمَّ يؤذَنَ لي، فأقولُ ما شاء اللهُ أنْ أقولَ، فذلك المقامُ المحمودُ».[11]
9. أنّه سيُعطى ما يُسمّى «الوسيلة»، وهي مرتبة عالية في الجنة، لا ينالها إلا شخص واحد بحسب اعتقاد المسلمين، قال عن نفسه: «سلوا اللَّهَ ليَ الوسيلَةَ، فإنَّها منزِلةٌ في الجنَّةِ لا تنبغي إلَّا لعبدٍ من عبادِ اللَّهِ، وأرجو أن أكونَ أنا هو».[12]

## كتب في خصائصه
جمع علماء المسلمين ما ورد في خصائص النبي محمد في كتب، من ذلك:
- الخصائص النبوية الكبرى، تأليف: السيوطي.
- أنموذج اللبيب في خصائص الحبيب، تأليف: السيوطي.
- غاية السُّول في خصائص الرسول، تأليف: ابن الملقن.